# Олексин (Підляське воєводство)
Олексин (Олексін, пол. Oleksin) — село в Польщі, у гміні Бранськ Більського повіту Підляського воєводства. Населення — 270 осіб (2011).

## Історія
Вперше згадується 1563 року. Входило до Бранського староства.
У 1975—1998 роках село належало до Білостоцького воєводства.

## Демографія
У середині XVI століття українці становили четверту частину населення села. У 1898 році в селі налічувалося 38 православних.
Демографічна структура станом на 31 березня 2011 року:
|          | Загалом | Допрацездатний вік | Працездатний вік | Постпрацездатний вік |
| -------- | ------- | ------------------ | ---------------- | -------------------- |
| Чоловіки | 134     | 26                 | 87               | 21                   |
| Жінки    | 136     | 22                 | 61               | 53                   |
| Разом    | 270     | 48                 | 148              | 74                   |